# Marsden Bay
Marsden Bay är en vik i Storbritannien. Den ligger i riksdelen England, i den centrala delen av landet, 400 km norr om huvudstaden London.